# Nigel Hasselbaink
Nigel Hasselbaink (Amsterdam, 21 november 1990) is een Nederlands-Surinaams voetballer die voornamelijk als aanvaller speelt. Hij debuteerde in 2018 voor het Surinaams voetbalelftal. Hasselbaink is een neef van oud-voetballer Jerrel Hasselbaink.

## Clubcarrière
Hasselbaink is afkomstig uit Amsterdam en genoot een deel van zijn voetbalopleiding bij Ajax. In 2007 tekende hij een contract bij PSV, waar hij werd toegevoegd aan de jeugdopleiding. In 2009 werd hij van de A1 naar Jong PSV overgeheveld. In de winterstop van het seizoen 2009/10 werd hij voor een half jaar verhuurd aan Go Ahead Eagles, dan uitkomend in de Nederlandse Eerste divisie. Op 18 januari 2010 maakte Hasselbaink zijn debuut in het betaald voetbal, toen hij in een inhaalduel van Go Ahead Eagles tegen Excelsior acht minuten voor het einde inviel.
Na het aflopen van zijn contract bij PSV in de zomer van 2010, was Hasselbaink transfervrij. Hij vond eind augustus 2010 een nieuwe club in Hamilton Academical FC uit de Scottish Premier League. Bij zijn nieuwe club verwierf hij vrijwel direct een basisplaats. Op 6 juni 2011 tekende Hasselbaink een contract voor één jaar bij St. Mirren FC, ook in de Schotse hoogste klasse. In de seizoenen 2012-2013 en 2013-2014 kwam hij uit voor St. Johnstone FC. Op 6 oktober 2012 opende hij de score in de met 2-1 gewonnen wedstrijd van St. Johnstone tegen zijn oude club St. Mirren. Hij tekende in augustus 2014 een tweejarig contract bij PAE Veria, dat hem overnam van St. Johnstone FC. In februari 2015 keerde hij terug bij Hamilton.
Hasselbaink tekende in juli 2015 een contract tot medio 2017 bij Excelsior Rotterdam, de nummer vijftien van de Eredivisie in het voorgaande seizoen. Op 3 juni 2017 werd bekend dat Hasselbaink voor drie seizoenen overstapt naar de Israëlische club Hapoel Ironi Kiryat Shmona. Hasselbaink maakte zijn competitiedebuut op 13 augustus 2017 tegen Hapoel Ra'annana (0-0). Zijn eerste competitiedoelpunt scoorde hij in de verloren thuiswedstrijd tegen Hapoel Tel Aviv (1-2). In september 2018 ging hij naar Hapoel Beër Sjeva. Op 23 april 2020 liet hij die club zijn contract ontbinden. Op 1 november tekende hij een 1-jarig contract bij Hapoel Bnei Sachnin.

## Interlandcarrière
Hasselbaink speelde in 2006 voor het Nederlands onder 16. In 2019 kreeg Hasselbaink een Surinaams sportpaspoort met als doel om uit te kunnen komen voor het Surinaams voetbalelftal. Hij was de eerste Surinaams-Nederlandse voetballer die van deze regeling gebruik maakte. Om voor Suriname uit te kunnen komen, had voordien de Nederlandse nationaliteit opgegeven moeten worden. Hij debuteerde op 15 november 2019 in de thuiswedstrijd om de CONCACAF Nations League tegen Dominica. Op 18 november scoorde hij zijn eerste doelpunt voor Suriname, het tweede doelpunt in de met 1-2 gewonnen uitwedstrijd tegen Nicaragua waarmee Suriname zicht plaatste voor de CONCACAF Gold Cup 2021 en promoveerde naar de A-groep in de Nations League.
| Interlands van Nigel Hasselbaink voor Suriname | Interlands van Nigel Hasselbaink voor Suriname | Interlands van Nigel Hasselbaink voor Suriname | Interlands van Nigel Hasselbaink voor Suriname | Interlands van Nigel Hasselbaink voor Suriname | Interlands van Nigel Hasselbaink voor Suriname |
| No.                                            | Datum                                          | Wedstrijd                                      | Uitslag                                        | Competitie                                     | Doelpunten                                     |
| Als speler bij Hapoel Beer Sheva               | Als speler bij Hapoel Beer Sheva               | Als speler bij Hapoel Beer Sheva               | Als speler bij Hapoel Beer Sheva               | Als speler bij Hapoel Beer Sheva               |                                                |
| ---------------------------------------------- | ---------------------------------------------- | ---------------------------------------------- | ---------------------------------------------- | ---------------------------------------------- | ---------------------------------------------- |
| 1.                                             | 15 november 2019                               | Suriname – Dominica                            | 4 – 0                                          | CONCACAF Nations League                        |                                                |
| 2.                                             | 18 november 2019                               | Nicaragua – Suriname                           | 1 – 2                                          | CONCACAF Nations League                        | 53'                                            |

Bijgewerkt t/m 18 november 2019

## Erelijst
St. Johnstone FC
- Scottish Cup

2013/14